# Octave Maus
Pour les articles homonymes, voir Maus (homonymie).
Octave Maus, né à Bruxelles le 12 juin 1856 et mort dans cette ville le 26 novembre 1919, est un avocat, un écrivain et critique d'art et musical belge.

## Biographie
Octave Maus fait son droit à l’Université libre de Bruxelles. Il est un wagnérien des premières heures. La musique lui est apprise par sa cousine la peintre Anna Boch, puis par Louis Brassin. Il est l’un des premiers pèlerins de Bayreuth, il est membre du patronat de Bayreuth, du Wagnerverein bruxellois.
En mars 1881, Maus lance la revue hebdomadaire L’Art Moderne avec Edmond Picard, Victor Arnould (1838-1894) et Eugène Robert (1839-1911), qui perdure jusqu'en 1914.

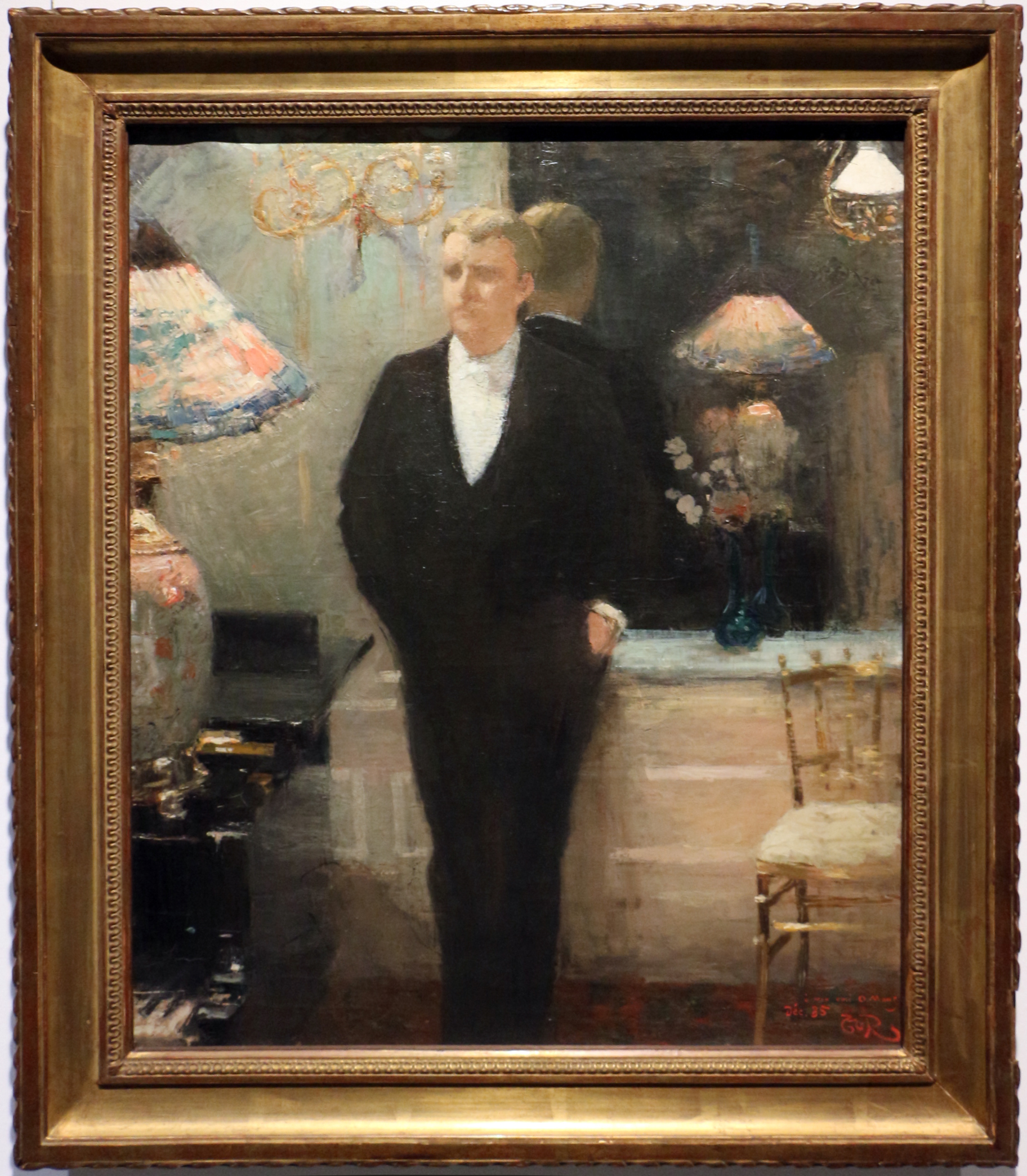
Portrait d'Octave Maus, 1885
par Théo Van Rysselberghe
Musées royaux des Beaux-Arts de Belgique.

Fondateur et secrétaire du cercle artistique Les XX (1884-1893) qu’il prolonge avec le cercle La Libre Esthétique (1894-1914), Maus défend dans l’art, tout ce qui est neuf et moderne. Il est aussi le premier président de l'Association des écrivains belges de langue française, de 1902 à 1919.

## Archives
Les Archives de l'art contemporain de Belgique, hébergées aux Musées royaux des beaux-arts de Belgique, conservent la plupart des archives personnelles d'Octave Maus, notamment ses manuscrits, sa correspondance et les extraits de presse collectés au cours de ses trente ans d'activité. Toutes les archives concernant la musique sont quant à elles au Conservatoire royal de Bruxelles.

## Ouvrages
- Souvenirs d’un wagnériste
- Théâtre de Bayreuth
- Sur les cîmes (1887, chez Mme Vve Monnom)
- Les Préludes, Les Éditions Robert Sand, Bruxelles, 1921

## Iconographie
- 1885 - Octave Maus en dandy, huile sur toile, par Théo van Rysselberghe.